# Lapton
Lapton är ett släkte av steklar. Lapton ingår i familjen brokparasitsteklar.
Kladogram enligt Catalogue of Life:
| Lapton | \| \| Lapton daemon \| \| \| \| \| \| Lapton femoralis \| \| \| \| |
|        | \| \| Lapton daemon \| \| \| \| \| \| Lapton femoralis \| \| \| \| |
|        | Lapton daemon                                                      |
|        |                                                                    |
|        | Lapton femoralis                                                   |
|        |                                                                    |